# Olga Gere-Pulić
Olga Gere-Pulić (geb. Gere; * 27. September 1942 in Novi Sad) ist eine ehemalige jugoslawische Hochspringerin.
Bei den Europameisterschaften 1958 in Stockholm wurde sie Achte und bei den Olympischen Spielen 1960 in Rom Neunte.
Einer Silbermedaille bei den Europameisterschaften 1962 in Belgrad mit ihrer persönlichen Bestleistung von 1,76 m folgte ein siebter Platz bei den Olympischen Spielen 1964 in Tokio.
1966 gewann sie Silber bei den Europäischen Hallenspielen in Dortmund und wurde Fünfte bei den Europameisterschaften in Budapest.